# Kaulajärvi
Kaulajärvi är en sjö i Finland. Den ligger i kommunen Enare i landskapet Lappland, i den norra delen av landet, 1 000 km norr om huvudstaden Helsingfors. Kaulajärvi ligger 159,3 meter över havet.'LMV'/> Den ligger vid sjön Tuurujärvi. Omgivningarna runt Kaulajärvi är i huvudsak ett öppet busklandskap. Arean är 11,2 hektar och strandlinjen är 2,78 kilometer lång. Sjön  ingår i Pasvik älvs huvudavrinningsområde. 